# Departamento Simoca
Simoca es un departamento ubicado en la provincia de Tucumán, Argentina. Limita al norte con el departamento Leales, al este con la provincia de Santiago del Estero, al sur con Graneros y al oeste con los departamentos Río Chico, Chicligasta y Monteros. Su cabecera es la ciudad homónima.

## Sismicidad
La sismicidad del área de Tucumán (centro norte de Argentina) es frecuente y de intensidad baja, y un silencio sísmico de terremotos medios a graves cada 30 años.
- Sismo de 1861: aunque dicha actividad geológica catastrófica, ocurre desde épocas prehistóricas, el terremoto del 20 de marzo de 1861 (163 años) con 12.000 muertes,[3] señaló un hito importante dentro de la historia de eventos sísmicos argentinos ya que fue el más fuerte registrado y documentado en el país. A partir del mismo la política de los sucesivos gobiernos del norte y de Cuyo han ido extremando cuidados y restringiendo los códigos de construcción.[2] Y con el terremoto de San Juan de 1944 del 15 de enero de 1944 (81 años) los gobiernos tomaron estado de la enorme gravedad crónica de sismos de la región.
- Sismo de 1931: de 6,3 de intensidad, el cual destruyó parte de sus edificaciones y abrió numerosas grietas en la zona[3][2]

## Población
En 2010 el departamento contó con 30 876 habitantes.
Para el censo 2022 el departamento registró 36 973 habitantes; lo que representó un aumento en la cantidad de personas del 19,7% mayor que el crecimiento poblacional provinciala situado en 16,6%.

## Referencias

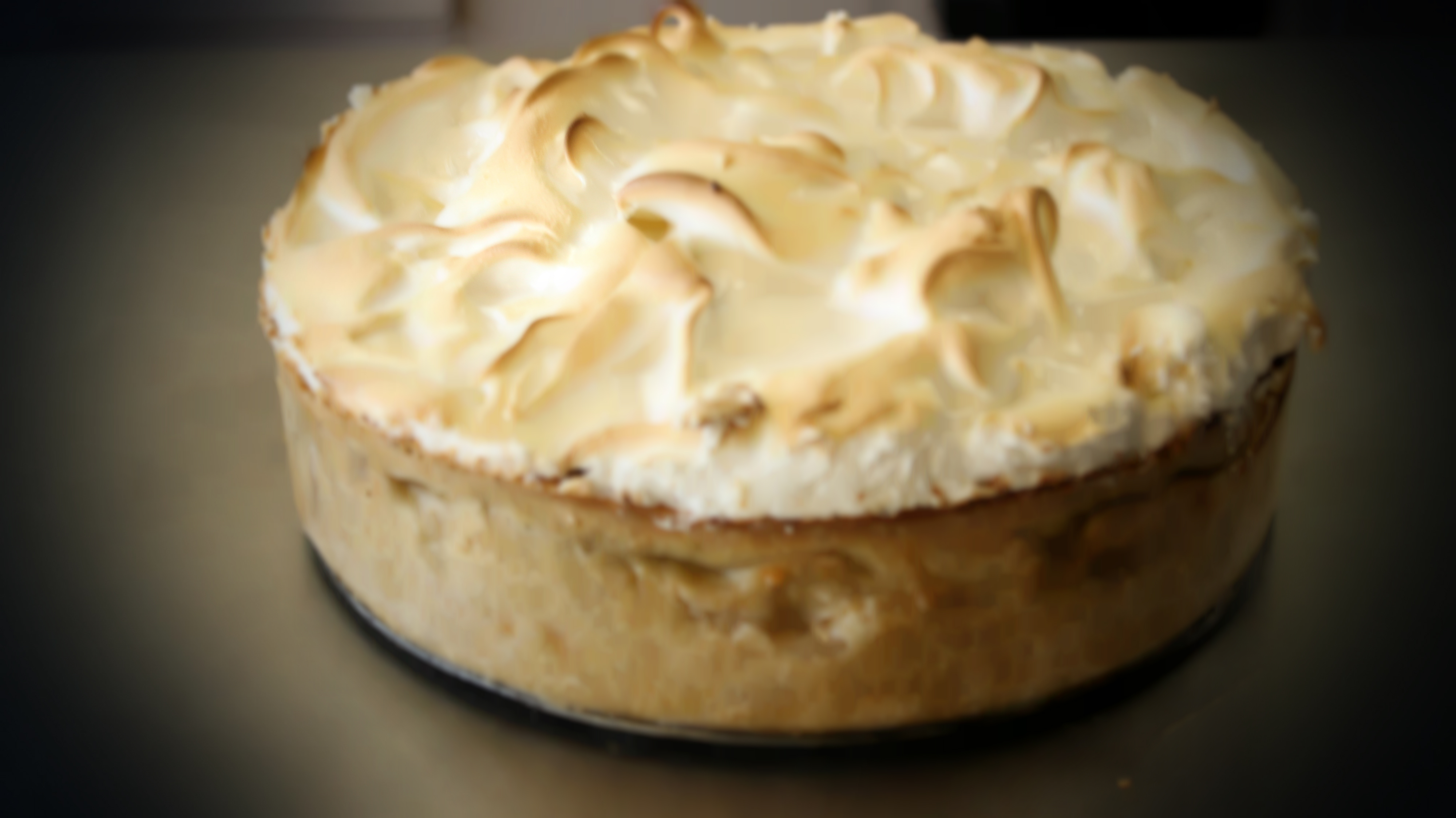
Pastel de Novia Tucumano